# The Death of Yugoslavia
La muerte de Yugoslavia (en inglés The Death of Yugoslavia transmitida en EE.UU como Yugoslavia: Death of a Nation) es una serie documental de la BBC transmitida por primera vez en septiembre y octubre de 1995 y después en junio de 1996. También es el título de un libro de la BBC de Allan Little y Laura Silber que acompaña la serie. Cubre la Disolución de Yugoslavia, las guerras yugoslavas posteriores y la firma de los acuerdos de paz definitivos. Utiliza una combinación de material de archivo intercalado con entrevistas con la mayoría de los principales actores del conflicto, incluidos Slobodan Milošević, Radovan Karadžić, Franjo Tuđman y Alija Izetbegović, así como con miembros de la comunidad política internacional que participaron activamente en las distintas iniciativas de negociaciones de paz.
La serie recibió un premio BAFTA en 1996 a la Mejor Serie Factual. También ganó el premio Peabody de 1995 y el bastón de oro de 1997 en los premios Alfred I. duPont-Columbia University. Las entrevistas para la serie han sido utilizadas por el Tribunal Penal Internacional para la antigua Yugoslavia (TPIY) en los procesos por crímenes de guerra.
Todos los documentos relacionados con la serie documental, incluidas las transcripciones completas de las entrevistas, se encuentran en el Centro Liddell Hart de Archivos Militares del King's College de Londres.

## Episodios
| Número | Título                   | Emitido originalmente    | Descripción general |
| 1      | Entra el nacionalismo    | 3 de septiembre de 1995  | Después de la muerte de Josip Broz Tito, el nacionalismo creciente se apodera de Yugoslavia. Esto se exacerba después de que Slobodan Milošević toma el poder en Serbia y se vuelve contra los albanokosovares. |
| 2      | El camino a la guerra    | 10 de septiembre de 1995 | En abril de 1990, Croacia celebra sus primeras elecciones libres. Los serbios de Croacia se sienten amenazados por el tono nacionalista del recién elegido presidente de Croacia, Franjo Tuđman, y comienzan la Revolución de los troncos en agosto de 1990. El 19 de mayo de 1991, Croacia celebra un referéndum de independencia, que es aprobado por una amplia mayoría. La batalla de Vukovar de agosto de 1991 es la primera gran batalla de la Guerra de Independencia de Croacia.                                                                          |
| 3      | Guerras de Independencia | 17 de septiembre de 1995 | Eslovenia y Croacia pronto declaran su independencia y piden reconocimiento internacional. Pero Belgrado (la capital de Serbia y Yugoslavia) no lo ve así porque eso significa el colapso de Yugoslavia.. |
| 4      | Las puertas del infierno | 24 de septiembre de 1995 | Después de que la guerra entre Serbia y Croacia termine con la firma de un acuerdo, Serbia se involucra en Bosnia, donde hay mucho en juego. Aquí comienza la parte más larga y trágica del conflicto. |
| 5      | Una zona segura          | 1 de octubre de 1995     | A medida que la situación en Bosnia empeora, hay más conflictos entre las fuerzas serbias y bosnias. Hay una creciente participación de la ONU y la OTAN comienza a intervenir. Los bosnios y los croatas llegan a un acuerdo con la mediación de la ONU, mientras que otro acuerdo de la ONU fracasa, a pesar de haber sido firmado por todas las partes. Se presentan el sufrimiento y la persecución de los musulmanes bosnios por parte de las fuerzas serbias.                                                                                               |
| 6      | Pax Americana            | 6 de junio de 1996       | Croacia lanza la Operación Tormenta y recupera la mayor parte del territorio de la autoproclamada República Serbia de Krajina, lo que provoca un éxodo masivo de serbios de Croacia. Las fuerzas serbias de Bosnia cometen las masacres de Srebrenica y Markale. En respuesta, la OTAN lanza la Operación Fuerza Deliberada y bombardea las posiciones de las fuerzas de los serbios de Bosnia, lo que obliga a los serbios de Bosnia a volver a las negociaciones. Estados Unidos negocia el Acuerdo de Dayton que efectivamente pone fin a la guerra de Bosnia. |